# La principessa sul pisello
Pour plus de détails, voir Fiche technique et Distribution.
La principessa sul pisello est une comédie érotique italienne sortie en 1974, réalisée par Piero Regnoli. Le titre du film est trompeur : il ne s'agit pas d'une adaptation de la fable d'Andersen, mais d'une adaptation à la façon des comédies érotiques italiennes des deux fables de Cendrillon et Blanche-Neige.

## Synopsis
Aux abords d'une ville, à la nuit tombante, un groupe de prostituées attend ses clients, et fait passer le temps en écoutant une vieille amie qui leur raconte des fables.
La première fable est Cendrillon : sur le même schéma que la fable classique, Cendrillon est rabaissée par une maquerelle qui essaie de placer ses filles, comme les prostituées les plus expertes, tandis qu'elle doit se contenter des tâches ménagères. En effet, le fils d'un richissime propriétaire ne semble pas s'intéresser aux femmes, et pour le détourner de cette déviance, on organise une soirée où seront présentes toutes les prostituées du coin. Cendrillon qui a repéré le jeune homme, pleure de ne pouvoir se rendre à la fête. Elle décide d'essayer quand même et rencontre une fée qui lui donne un carrosse et une belle robe, mais tout disparaîtra à minuit. De fait, Cendrillon arrive au milieu d'une orgie monumentale, où le jeune homme s'ennuie profondément. Tous semblent figés à son arrivée, et elle est immédiatement repérée par celui qu'il faut convertir à l'amour des femmes. Elle essaie de se faire passer pour une prostituée, mais ne convainc pas vraiment son interlocuteur qui s'intéresse d'autant plus à elle. Minuit sonne et elle se retrouve toute nue, mais peut s'échapper en ne laissant sur place qu'une petite culotte. C'est de celle-ci que l'on va se servir pour identifier la femme que désire le jeune homme. Cendrillon est enfermée toute nue dans un réduit par sa maquerelle, mais parvient à s'échapper par la fenêtre, juste au moment où passe son amoureux, qui la reconnaît et auquel elle avoue qu'elle est encore vierge... sur leur étreinte se conclut la fable.
La seconde fable est celle de Blanche-Neige. La belle-fille de la reine qui se veut la plus aimée du royaume est moins naïve qu'il n'y paraît. Elle est emmenée au fond e la forêt, mais fait un charme insolent à celui qui doit l'assassiner, qui craque et ramène un ceour d'animal à la reine. Blanche-Neige s'échappe dans la forêt et arrive quasi nue au refuge des sept nains, où elle se fait un vêtement de leurs essuie-mains. Un apprivoisement mutuel a lieu, mais le jour d'une fête en l'honneur de leur hôte, les nains se battent comme des chiffonniers. Après quelque temps, la reine vient à savoir que Blanche-Neige n'est pas morte. Elle se rend chez les nains, mais Blanche-Neige déjoue son piège et lui fait manger sa pomme empoisonnée. A l'arrivée du prince, elle décide de faire semblant d'être morte pour ressusciter au baiser du prince devant les nains qui auront été tout émus de l'affaire. Elle pourra ainsi leur dérober les diamants qu'ils extraient de la mine. Après son départ, la reine se réveille, et s'offre aux sept nains qui se jettent sur elle.
Après la fin de la seconde fable, les premiers clients apparaissent, mais les prostituées se font prendre les premiers par deux nouvelles arrivées, incarnées par les actrices qui ont tenu les rôles de Cendrillon et de Blanche-Neige.

## Fiche technique
- Titre : La principessa sul pisello
- Genre : comédie érotique italienne
- Réalisation : Piero Regnoli
- Scénario : Piero Regnoli, tiré librement des fables de Cendrillon et de Blanche-Neige
- Musique : Nico Fidenco
- Production : Enzo Boetani, Giuseppe Collura pour Samy Cinematografica
- Photographie : Fausto Zuccoli
- Montage : Adriano Tagliavia
- Décors : Giorgio Desideri
- Costumes : Giorgio Desideri
- Maquillage : Gianfranco Mecacci
- Format d'image : Technicolor
- Pays : Italie
- Durée : 96 min. (2.599 mètres)[1]
- Année de sortie : 1974
- Distribution en Italie : 20th Century Fox
- Langue originale : italien

## Distribution
- Franca Maresa : la vieille amie qui raconte
- Bruna Cealti : narratrice des deux fables
- Susanna Martinková : Cendrillon
- Gianfranco De Angelis : Maurice, le jeune pas comme les autres
- Gino Pagnani : le frère de Maurice
- Fausto Tommei : le père de Maurice
- Christa Linder : Blanche-Neige
- Gino Milli : le prince de Blanche-Neige
- Marcello Bonini Olas : le roi, père de Blanche-Neige
- Amparo Pilar : la reine, belle-mère de Blanche-Neige
- Luigi D'Ecclesia : Sozzolo, un nain
- Salvatore Furnari : Mosciolo, un nain
- Domenico Imperato : nain
- Adriano Cornelli : nain
- Franco Doria : nain
- Gaetano Guacci : nain
- Antonio De Martino : nain